# Барсукова (деревня)
Барсукова — деревня в Каргапольском районе Курганской области. Входит в состав Журавлевского сельсовета.

## География
Расположено примерно в 4 км к югу от села Журавлево, в 16 км. к югу от райцентра Каргаполье.

### Часовой пояс
Барсукова, как и вся Курганская область, находится в часовой зоне МСК+2. Смещение применяемого времени относительно UTC составляет +5:00.

## История
Деревня Барсукова была основана около 1695 года.
До революции деревня Барсукова (Большакова) входила в Бакланскую волость Шадринского уезда Пермской губернии.
В конце июня — начале июля 1918 года установлена белогвардейская власть. В начале августа 1919 года восстановлена Советская власть.

## Население
| 1869 | 1904 | 1920 | 1926 | 1989 | 2002 | 2010 |
| ---- | ---- | ---- | ---- | ---- | ---- | ---- |
| 350  | ↗583 | ↗622 | ↗635 | ↘130 | ↘77  | ↘32  |

На 2010 год население составляло 32 человека.
В 1904 году в деревне проживало 583 человека.
Национальный состав
- По данным переписи населения 2002 года проживало 77 человек, из них русские — 74 %.
- По данным переписи 1926 года в деревне проживало 635 человек, все русские.

## Общественно-деловая зона
Установлен четырехгранный обелиск, увенчанный красной пятиконечной звездой. На гранях памятника установлены плиты с фамилиями, погибших в Великой Отечественной войне. Огорожен деревянным штакетником.